# Inula hupehensis
Inula hupehensis là một loài thực vật có hoa trong họ Cúc. Loài này được (Ling) Ling mô tả khoa học đầu tiên.